# Liste der Baudenkmäler in Obertrubach
Auf dieser Seite sind die Baudenkmäler in der oberfränkischen Gemeinde Obertrubach zusammengestellt. Diese Tabelle ist eine Teilliste der Liste der Baudenkmäler in Bayern. Grundlage ist die Bayerische Denkmalliste, die auf Basis des Bayerischen Denkmalschutzgesetzes vom 1. Oktober 1973 erstmals erstellt wurde und seither durch das Bayerische Landesamt für Denkmalpflege geführt wird. Die folgenden Angaben ersetzen nicht die rechtsverbindliche Auskunft der Denkmalschutzbehörde.

## Baudenkmäler nach Gemeindeteilen

### Bärnfels
| Lage                                                                 | Objekt                            | Beschreibung                                                                                        | Akten-Nr.     | Bild           |
| -------------------------------------------------------------------- | --------------------------------- | --------------------------------------------------------------------------------------------------- | ------------- | -------------- |
| Bärnfels-Dorfstraße 32; Nähe Bärnfels-Burgstraße (Standort)          | Burgruine Bärnfels                | Erhaltene Umfassungsmauern der ehemaligen Kemenate der unteren Burg, Sandstein, 14./15. Jahrhundert | D-4-74-156-13 | weitere Bilder |
| Bärnfels, Hauptstraße 9, an der Kreuzung in der Ortsmitte (Standort) | Kruzifix                          | Gusseisern, auf Sandsteinsockel mit Inschrift, Anfang 20. Jahrhundert                               | D-4-74-156-26 | BW             |
| Bärnfels, Schäfhof 11; Bärnfels, Schäfhof 13 (Standort)              | Dorfbrunnen mit Brunneneinfassung | Sandstein und Beton, unter Zeltdach auf Holzstützen, wohl 19. Jahrhundert                           | D-4-74-156-15 | BW             |
| Hut, an der Straße nach Kleingesee (Standort)                        | Bildhäuschen                      | Blockpfeiler, Dolomit, bezeichnet „1868“                                                            | D-4-74-156-14 | BW             |

### Geschwand
| Lage                    | Objekt   | Beschreibung                                   | Akten-Nr.              | Bild     |
| ----------------------- | -------- | ---------------------------------------------- | ---------------------- | -------- |
| Geschwand 76 (Standort) | Kruzifix | Gusseisern, auf Steinsockel, bezeichnet „1824“ | D-4-74-156-27 Wikidata | Kruzifix |

### Hackermühle
| Lage                     | Objekt      | Beschreibung                                                       | Akten-Nr.     | Bild           |
| ------------------------ | ----------- | ------------------------------------------------------------------ | ------------- | -------------- |
| Hackermühle 1 (Standort) | Hackermühle | Zweigeschossiger massiver Walmdachbau, verputzt, bezeichnet „1770“ | D-4-74-156-16 | weitere Bilder |

### Herzogwind
| Lage                    | Objekt                | Beschreibung                                                            | Akten-Nr.     | Bild           |
| ----------------------- | --------------------- | ----------------------------------------------------------------------- | ------------- | -------------- |
| Herzogwind 8 (Standort) | Ehemaliges Hirtenhaus | Freistehend, eingeschossig, konstruktives Fachwerk, Satteldach, um 1800 | D-4-74-156-34 | weitere Bilder |

### Hundsdorf
| Lage                                                               | Objekt            | Beschreibung | Akten-Nr.     | Bild              |
| ------------------------------------------------------------------ | ----------------- | --- | ------------- | ----------------- |
| In Hundsdorf, vor beziehungsweise unterhalb der Kapelle (Standort) | Gusseisenkruzifix | Auf Sandsteinsockel, zwischen zwei Linden, um 1900, restauriert 2009                                                         | D-4-74-156-29 | BW                |
| In Hundsdorf (Standort)                                            | Kapelle St. Maria | Verputzter dreiseitig geschlossener Massivbau, Satteldach mit Haubendachreiter, Neubau von 1952 mit neugotischer Ausstattung | D-4-74-156-28 | Kapelle St. Maria |

### Obertrubach
| Lage | Objekt                                 | Beschreibung | Akten-Nr.     | Bild                                   |
| --- | -------------------------------------- | --- | ------------- | -------------------------------------- |
| Bitz, Flurlage Bitz, 50 Meter ostnordöstlich Grenzstein 39 (Standort)                                    | Fraischgrenzstein                      | Mit Wappen des Bischofs Johann Philipp von Gebsattel und der Reichsstadt Nürnberg, Sandstein, bezeichnet „1607“ | D-4-74-156-12 | BW                                     |
| Eggerten, etwa 100 Meter westlich Forstgrenzstein 36 (Standort)                                          | Fraischgrenzstein                      | Mit Wappen des Bischofs Johann Philipp von Gebsattel und der Reichsstadt Nürnberg, Sandstein, bezeichnet „1607“ | D-4-74-156-11 | BW                                     |
| Kohlberg, zirka 75 Meter südwestlich von Grenzstein 288 (Standort)                                       | Fraischgrenzstein                      | Mit Wappen des Bischofs Johann Philipp von Gebsattel und der Reichsstadt Nürnberg, Sandstein, bezeichnet „1607“ am Neuen Kohlberg | D-4-74-156-6  | BW                                     |
| Nähe An der Kapelle (Standort)                                                                           | Feldkapelle, sogenannte Pestkapelle    | Kleiner Satteldachbau auf Rechteckgrundriss, zur Erinnerung an die Pest 1632–34, wohl 17. Jahrhundert; mit Ausstattung | D-4-74-156-30 | BW                                     |
| Nähe Bergstraße (Standort)                                                                               | Kruzifix                               | Holz, gefasst, 19. Jahrhundert | D-4-74-156-2  | BW                                     |
| Neuer Kohlberg, Flurlage Eggerten bei Forstgrenzstein 267 (Standort)                                     | Fraischgrenzstein                      | Mit Wappen des Bischofs Johann Philipp von Gebsattel und der Reichsstadt Nürnberg, Sandstein, bezeichnet „1607“ | D-4-74-156-9  | BW                                     |
| Neuer Kohlberg, Flurlage Alter Kohlberg (Standort)                                                       | Fraischgrenzstein                      | Mit Wappen des Bischofs Johann Philipp von Gebsattel und der Reichsstadt Nürnberg, Sandstein, bezeichnet „1607“ | D-4-74-156-10 | BW                                     |
| Östlich Obertrubach am oberen Talrand vor der Staatswaldung Neuer Kohlberg bei Grenzstein 295 (Standort) | Fragment eines Fraischgrenzsteins      | 1607 | D-4-74-156-5  | BW                                     |
| Neuer Kohlberg, bei Forstgrenzstein 274 (Standort)                                                       | Fraischgrenzstein                      | Mit Wappen des Bischofs Johann Philipp von Gebsattel und der Reichsstadt Nürnberg, Sandstein, bezeichnet „1607“ | D-4-74-156-8  | BW                                     |
| Bei Grenzstein 284/285 am Neuen Kohlberg (Standort)                                                      | Fraischgrenzstein                      | Mit Wappen des Bischofs Johann Philipp von Gebsattel und der Reichsstadt Nürnberg, Sandstein, bezeichnet „1607“ | D-4-74-156-7  | BW                                     |
| Pfarrer-Grieb-Weg 3 (Standort)                                                                           | Katholische Pfarrkirche St. Laurentius | Mit spätgotischem Turm, massiv, mit achteckigem Obergeschossen und spitzer Zwiebelhaube des 18. Jahrhunderts, seitlich daran angefügter großer Saalbau mit eingezogenem runden Chorschluss, Stahlbeton, Walmdach und Schleppdächer, 1954; mit Ausstattung Relieftafel mit Marienbekrönung, Sandstein, bezeichnet „1903“ Frühneuzeitliche Kirchhofmauer, und eingemauerter Grabstein, bezeichnet „1716“ | D-4-74-156-3  | Katholische Pfarrkirche St. Laurentius |
| Schloßberg 2, in die Ortsmitte versetzt (Standort)                                                       | Fraischgrenzstein                      | Mit Wappen des Bischofs Johann Philipp von Gebsattel und der Reichsstadt Nürnberg, Sandstein, bezeichnet „1607“ | D-4-74-156-35 | BW                                     |
| Trubachtalstraße 2 (Standort)                                                                            | Kaufhaus Wölfel                        | In Ecklage, zweigeschossiger Satteldachbau mit Zwerchhaus, Backstein, Erdgeschoss verputzt, im Obergeschoss pittoreske aufgeblendete Fensterrahmungen, um 1880/90 | D-4-74-156-31 | BW                                     |
| Trubachtalstraße 16 (Standort)                                                                           | Bauernhaus                             | Traufständiger Satteldachbau, Erdgeschoss massiv, Fachwerkobergeschoss, 18./19. Jahrhundert | D-4-74-156-4  | BW                                     |

### Schlöttermühle
| Lage               | Objekt      | Beschreibung                                    | Akten-Nr.     | Bild           |
| ------------------ | ----------- | ----------------------------------------------- | ------------- | -------------- |
| Trubach (Standort) | Römerbrücke | Bogenbrücke, einbogige Sandsteinbrücke, 1835/40 | D-4-74-156-18 | weitere Bilder |

### Untertrubach
| Lage                       | Objekt                                 | Beschreibung | Akten-Nr.     | Bild           |
| -------------------------- | -------------------------------------- | --- | ------------- | -------------- |
| Untertrubach 12 (Standort) | Katholische Filialkirche St. Felicitas | Massiver Satteldachbau, Turm mit achteckigem Spitzhelm, im Kern Chorturmkirche des 13. Jahrhunderts, 1628 Erweiterung nach Norden durch Giovanni Bonalino, 1981/82 renoviert; mit Ausstattung Teilstück der Friedhofummauerung, Naturstein | D-4-74-156-19 | weitere Bilder |

### Wolfsberg
| Lage                                             | Objekt                                            | Beschreibung | Akten-Nr.     | Bild           |
| ------------------------------------------------ | ------------------------------------------------- | --- | ------------- | -------------- |
| Hundsberg; In Wolfsberg; Wolfsberg 20 (Standort) | Burgruine Wolfsberg                               | Beträchtliche Mauerreste, Naturstein, mittelalterlich und 16. Jahrhundert; zugehörig Keller und Brunnen im Tal, 17./18. Jahrhundert | D-4-74-156-22 | weitere Bilder |
| In Wolfsberg (Standort)                          | Katholische St. Maria                             | Satteldachbau auf Rechteckgrundriss, massiv, verputzt, 18. Jahrhundert; mit Ausstattung                                             | D-4-74-156-20 | BW             |
| Wolfsberg 1 (Standort)                           | Schule, ehemalige Vogtei und ehemaliges Forsthaus | Zweigeschossiger Satteldachbau, massiv, verputzt, im Kern wohl 17. Jahrhundert, spätere Umbauten, 1935 Schulhauserweiterung         | D-4-74-156-32 | BW             |

### Ziegelmühle
| Lage                     | Objekt      | Beschreibung | Akten-Nr.     | Bild           |
| ------------------------ | ----------- | --- | ------------- | -------------- |
| Ziegelmühle 3 (Standort) | Ziegelmühle | Mühle, zweigeschossiger breit gelagerter Satteldachbau, Erdgeschoss massiv, Fachwerkobergeschoss, zweite Hälfte 18. Jahrhundert | D-4-74-156-23 | weitere Bilder |